# Microtityus iviei
Espèce
Microtityus iviei est une espèce de scorpions de la famille des Buthidae.

## Distribution
Cette espèce est endémique de la province de Pedernales en République dominicaine. Elle se rencontre dans la Sierra de Baoruco.

## Description
Les mâles mesurent de 16 à 18 mm et les femelles de 19 à 23 mm.

## Étymologie
Cette espèce est nommée en l'honneur de Wilton Ivie.

## Publication originale
- Armas, 1999 : « Quince nuevos alacranes de La Española y Navassa, Antillas Mayores (Arachnida: Scorpiones). » Avicennia, vol. 10/11, p. 101-136.